# OR1E2
OR1E2 (англ. Olfactory receptor family 1 subfamily E member 2) – білок, який кодується однойменним геном, розташованим у людей на короткому плечі 17-ї хромосоми. Довжина поліпептидного ланцюга білка становить 323 амінокислот, а молекулярна маса — 36 391.
| 10         |  | 20         |  | 30         |  | 40         |  | 50         |
| ---------- |  | ---------- |  | ---------- |  | ---------- |  | ---------- |
| MMGQNQTSIS |  | DFLLLGLPIQ |  | PEQQNLCYAL |  | FLAMYLTTLL |  | GNLLIIVLIR |
| LDSHLHTPVY |  | LFLSNLSFSD |  | LCFSSVTMPK |  | LLQNMQNQDP |  | SIPYADCLTQ |
| MYFFLYFSDL |  | ESFLLVAMAY |  | DRYVAICFPM |  | HYTAICFLLH |  | YTAIMSPMLC |
| LSVVALSWVL |  | TTFHAMLHTL |  | LMARLCFCAD |  | NVIPHFFCDM |  | SALLKLACSD |
| TRVNEWVIFI |  | MGGLILVIPF |  | LLILGSYARI |  | VSSILKVPSS |  | KGICKAFSTC |
| GSHLSVVSLF |  | YGTVIGLYLC |  | PSANSSTLKD |  | TVMAMMYTVV |  | TPMLTPFIYS |
| LRNRDMKGAL |  | ERVICKRKNP |  | FLL        |  |            |  |            |

A: Аланін

C: Цистеїн

D: Аспарагінова кислота

E: Глутамінова кислота

F: Фенілаланін

G: Гліцин

H: Гістидин

I: Ізолейцин

K: Лізин

L: Лейцин

M: Метіонін

N: Аспарагін

P: Пролін

Q: Глутамін

R: Аргінін

S: Серин

T: Треонін

V: Валін

W: Триптофан

Кодований геном білок за функціями належить до рецепторів, g-білокспряжених рецепторів, білків внутрішньоклітинного сигналінгу. 
Локалізований у клітинній мембрані.